# Savigny-le-Vieux
Savigny-le-Vieux – miejscowość i gmina we Francji, w regionie Normandia, w departamencie Manche.
Według danych na rok 1990 gminę zamieszkiwało 561 osób, a gęstość zaludnienia wynosiła 33 osoby/km² (wśród 1815 gmin Dolnej Normandii Savigny-le-Vieux plasuje się na 399. miejscu pod względem liczby ludności, natomiast pod względem powierzchni na miejscu 174.).